# Brienza
Brienza ist eine süditalienische Gemeinde (comune) mit 3853 Einwohnern (Stand 31. Dezember 2023) in der Provinz Potenza in der Basilikata. Die Gemeinde liegt etwa 22,5 Kilometer südwestlich von Potenza am Pergola und grenzt unmittelbar an die Provinz Salerno. Brienza ist Teil der Comunità montana Melandro.

## Geschichte
Die Ortschaft Brienza ist eine langobardische Gründung aus dem 7. Jahrhundert. Vermutlich entstand sie nach der Begründung einer Benediktinerabtei. Um die Wende vom 7. zum 8. Jahrhundert ist eine Martinskirche entstanden.

## Verkehr
Durch die Gemeinde führt die Strada Statale 95 Var di Brienza sowie die Strada Statale 598 di Fondo Valle d'Agri.